# Pustike
Pustike är en ort i Kroatien. Den ligger i den centrala delen av landet, 26 km söder om huvudstaden Zagreb. Pustike ligger 181 meter över havet och antalet invånare är 168.
Terrängen runt Pustike är huvudsakligen platt. Pustike ligger uppe på en höjd. Runt Pustike är det glesbefolkat, med 10 invånare per kvadratkilometer. Närmaste större samhälle är Velika Gorica, 13,1 km norr om Pustike. I omgivningarna runt Pustike växer i huvudsak lövfällande lövskog.